# Saint-Genois
Rod Saint-Genois je starobylý šlechtický rod z Henegavského hrabství (Hennegau, také Comté de Hainaut) v dnešní Belgii, který se usadil v 17. století na Moravě, ve Slezsku (Těšínské Slezsko) a v Haliči.

## Historie
Počátky rodu se datují do doby vrcholného středověku. První doloženým zakladatelem byl Jean I. de Saint-Genois. Jeho sídlem byl v této době zámek ležící na území mezi Courtnay a Hainaut, které tehdy patřilo Francii. Členové tohoto rodu byli ve službách francouzských králů a účastnili se křižáckých výprav.
V roce 1464 byl Simon de Saint-Genois povýšen císařem Fridrichem III. na barona, a to i v dědičném nároku pro své potomky. V roce 1827 byl rod povýšen hraběcího stavu.

## Rodové větve

### Saint-Genois
Jean I. de Saint-Genois (1260–1310) v roce 1280 dokazuje svou příslušnost ke šlechtickému stavu na zasedání kapituly v Denain. Jeho manželkou byla Maigne de Thiebegot (*1270). Jeho syn Jean II. de Saint-Genois (*1300 †1363, Tournay) si vzal roku 1310 šlechtičnu Coulombe du Marets, vdovu po Jeanie d'Avesnes.
Jeho syn Jean III. de Saint-Genois (1340–1416) bojoval v roce 1396 na straně Jana I. Burgundského Nebojáckého (1371–1419) ve válce proti Turkům, za tyto služby obdržel erb. Účastnil se také tažení knížete Filipa III. Dobrého (1419–1467) během křížové výpravy, za to získal dominium Grand Breucq. Jeho manželkou byla Marguerite de Cottrel (*1355), mimo syna Jeana IV. spolu měli dcery – Janu a Kateřinu.
Jean IV. de Saint-Genois (1375 – 6. březen 1463) byl správce kantonu Tournay, manželka Jeanne de Bouriclaer (1380 – 10. srpen 1449).
Prapravnuk zakladatele rodu Simon de Saint-Genois (1407–1474) byl plukovníkem v královské francouzské armádě a současně císařským komořím ve službách Rakouské monarchie. V roce 1464 byl povýšen císařem Fridrichem III. do stavu barona. Jeho manželkou byla Marie de Goy (*1425).
Arnold II. baron de Saint-Genois (1460–1530, klášter Ath Truim) byl třikrát ženat. Poprvé s Guyotte de Chatillon (1460–1500), následně v roce 1510 s Jaqueline de la Deuze (1480–1510), zde jsou doloženy dcery Jana a Markéta de Lumene. Třetí manželství bylo s Markétou de Vaudripont (1490–1544, opatství Ghislenghien).
Jeho syn z třetího manželství Nicolas III. baron de Saint-Genois (1510–1573) byl dvakrát ženat. Poprvé v roce 1525 s Amelberghe Faurel (*1510), z tohoto manželství se narodili dva synové – Arnold III. a Jan IV., kteří v polovině 16. století založili dvě samostatné rodové linie. Druhé manželství bylo v roce 1540 s Marii-Kateřinou hraběnkou von Varax de Traisnel (*1520), zde se narodily dvě dcery, Gilberta a Kateřina La Marck de Lumene.

### Saint-Genois – Nizozemská větev
Arnold III. (1549 – 20. prosinec 1586) zachovával postupně vymírající nizozemskou (nebo také belgickou) mužskou linii. Jeho manželkou byla Agnes hraběnka de Marchenelles (1550 – 18. leden 1594), dědička Frasnes, Buisenal, Dergneaux, Desmottes, Flobecq i Mortagne. Jeho vnuk Charles Francois I. v roce 1655 obdržel od španělského krále Filipa IV. hraběcí titul. Rakouský inkolát byl potvrzen v roce 1786. Tato větev žila v Belgii, kde jejich statky Grand–Breuq a Ecanafle tvořily dědičné hrabství.
Jeho syn Francois Joseph VI († 1816) se v oženil s hraběnkou Annou Marií von Morzin. Část tohoto rodu se přestěhovala do Rakouska-Uherska, kde se v Praze narodil poslední zástupce této větve, hrabě Rudolf Saint-Genois (1790–1876).

### Saint-Genois d’Anneaucourt – Slezská větev
Slezská větev pocházela od druhého rozeného syna Nicolasa III – Jeana IV. (1550–1585), manželkou mu byla Jossine von Zautpeene de la Hoymille (*1550), dcera Markuse von Zautpeene z Hoymille a Anny de Coornhouse. Jejich syn Jean Baptista V. (1578–1631) se v roce 1609 oženil s Markétou de la Glizoeule (1580–1631), mimo syna Filpa Karla VI. měli dvě dcery Nikolu Filipu a Izabelu d'Assignies.
Jeho syn Filip Karel VI. baron Saint-Genois d’Anneaucourt (†1683) se jako plukovník armády Habsburské monarchie dostal za třicetileté války do Těšínského knížectví, kde se usadil a koupil několik statků: Dobratice, Domaslavice, Suchou, Třinec a Žukov. Díky manželství, které uzavřel v roce 1650 s Helenou Sydonii, dcerou c. k. tajemníka Maxmiliána Pröckla von Procksdorfa na Suché (Sucha Beskidzka, Polsko) a Bažanovicích a jeho ženy Evy Heleny rozené Borek z Roztropic, významně zvětšil majetek a vstoupil do řad těšínské šlechty. Jako důstojník armády Habsburské monarchie byl velitelem pluku kyrysníků. Účastnil se na straně císaře Ferdinanda III. Habsburského a po boku polských vojsk bitvy u Varšavy.  Od roku 1661 měli členové rodiny Saint-Genois právo zasedat v zemském sněmu Těšínského knížectví. Od 1718 byli členové sněmu Karel Maximilian baron Saint-Genois a Jan baron Saint-Genois.
Syn Filipa Karla VI., Filip Kasper VII. baron von Saint-Genois (1667–1724) rozšířil rodinný majetek o statky: Bažanovice, Blahotice a Ropice. Jeho manželkou byla Anna Marie, dcera Mikuláše Gureckého z Kornic a na Chotěbuzi, Hradišti a Lhotě (Zpupná Lhota) a Evy Judity z rodu Wilamowských z Kojkovic.
Jejich potomkem byl Maxmilián Adam VIII. baron Saint-Genois d’Anneaucourt (1693–1760), pán na Bažanovicích, c. k. rada a zemský soudce, důstojník v hodnosti plukovníka. Jeho manželkou byla Konstancje Johana, dcera Mikuláše Petra Wilhelma Wipplar z Ušic a na Martinově a Anny Konstancie z rodu Kitzlerů z Greifenfelsu.
Nástupce Maxmiliána Adama VIII. byl jeho syn Arnold Vaclav IX baron Saint-Genois d’Anneaucourt (1734–1804), císařský komoří a plukovník. Jeho první manželkou byla hraběnka Alžběta Porporati, druhou manželkou pak Julie Beata Erdmutha Lašovská (29. prosinec 1754 – 16. prosinec 1817). Ta měla být původní dědičkou panství Javoří, vzdala se jej ale ve prospěch svého bratra Jiřího Adama Lašovského (1751 – † 10. října 1792). Panství bylo dáno do dražby, ve které ho v roce 1792 koupil Arnold Vaclav IX.
Dalším pokračovatelem linie byl Filip Ludvík baron Saint-Genois (1790 – 31. červenec 1857, Baden, Vídeň, Rakousko), C. a k. komoří a tajný rada, rytíř rakouského řádu Leopolda a čestný rytíř Suverénního Maltézského řádu. Jeho manželkou byla Johana Josefa Eleonora baronka Trach z Březí (1789–1870), dáma řádu Hvězdového kříže. Byla dcerou barona Zikmunda Tracha z Březí, na Apathy a Vinicy v Maďarsku, a také obcí Zamarski a Ruda na Slezsku, a Anny Eleonory rozené Fenzel z Dubovce. Spolu měli tři děti: Alexandra Ludvíka Filipa Arnolda (1811–1819), Mořice Vincenta Jana Nepomuckého Ferdinanda (1816–1886) a Marii Alexandru Julii Eleanoru (1820–1888), která se později stala manželkou markýze Henriho de Ville, hraběte von Demblin, barona de Canon, čestného rytíře Maltézského řádu.
V roce 1809 Filip Ludvík koupil od hrabat Mitrovských panství Paskov, které si zvolil za své sídlo. V roce 1824 se stal majitelem Tejniček, Tovéř, v 1825 Pteni, Čelechovic na Hané a Dolan, v 1836 Kožušan, Vrbatek, Žerotina a panství Klášter Hradisko u Olomouce. Tyto statky koupil od c. a k. Náboženského fondu. V blízkosti zřícenin středověkého hradu Tepenec u Dolan dal v roce 1825 zřídil klasicistický obelisk zvaný „Filipova pyramida“ a na památku manželky „Johanin chrámek“. V roce 1829 koupil ve Slezsku Šenov a Velké Kunčice u Ostravy i s Racimovem, Řepištěmi, Radvanicemi a Rakovcem (dnes součást obce Řepiště). V Haliči pak Makov (Malkov Podhalanský, v okrese Vadovice). V roce 1838 postavil v Paskově cukrovar a v roce 1839 další v Čelechovicích. V roce 1839 si pronajal malou hutnickou dílnu v Suché (Sucha Beskidzka, Polsko), a v 1844 začal výstavbu železárny (hamru) v Makově. Železárenskou huť nazval po svém synovi – Mořicovi. Tu později pronajal vídeňskému baronovi Salomonovi Meyer Rothschild, a to až do roku 1863.
Za své zásluhy pro monarchii, obchodní podnikání a charitativní činnost byl 27. ledna 1827 císařem Františkem I. Rakouským povýšen do hraběcího stavu. Používal tedy tituly: I. říšský hrabě a X. baron von Saint-Genois d’Anneaucourtů.
V roce 1851 Filip Ludvík koupil v Badenu u Vidně (Baden bei Wien) rozsáhlý park a malou vilu. Tu zdědil jeho syn Mořic, který ji v roce 1864 nechal přestavět. Po něm pak zdědila vilu jeho dcera Františka hraběnka Bylandt–Rheydt. Dnes tato vila slouží jako lázeňský dům.

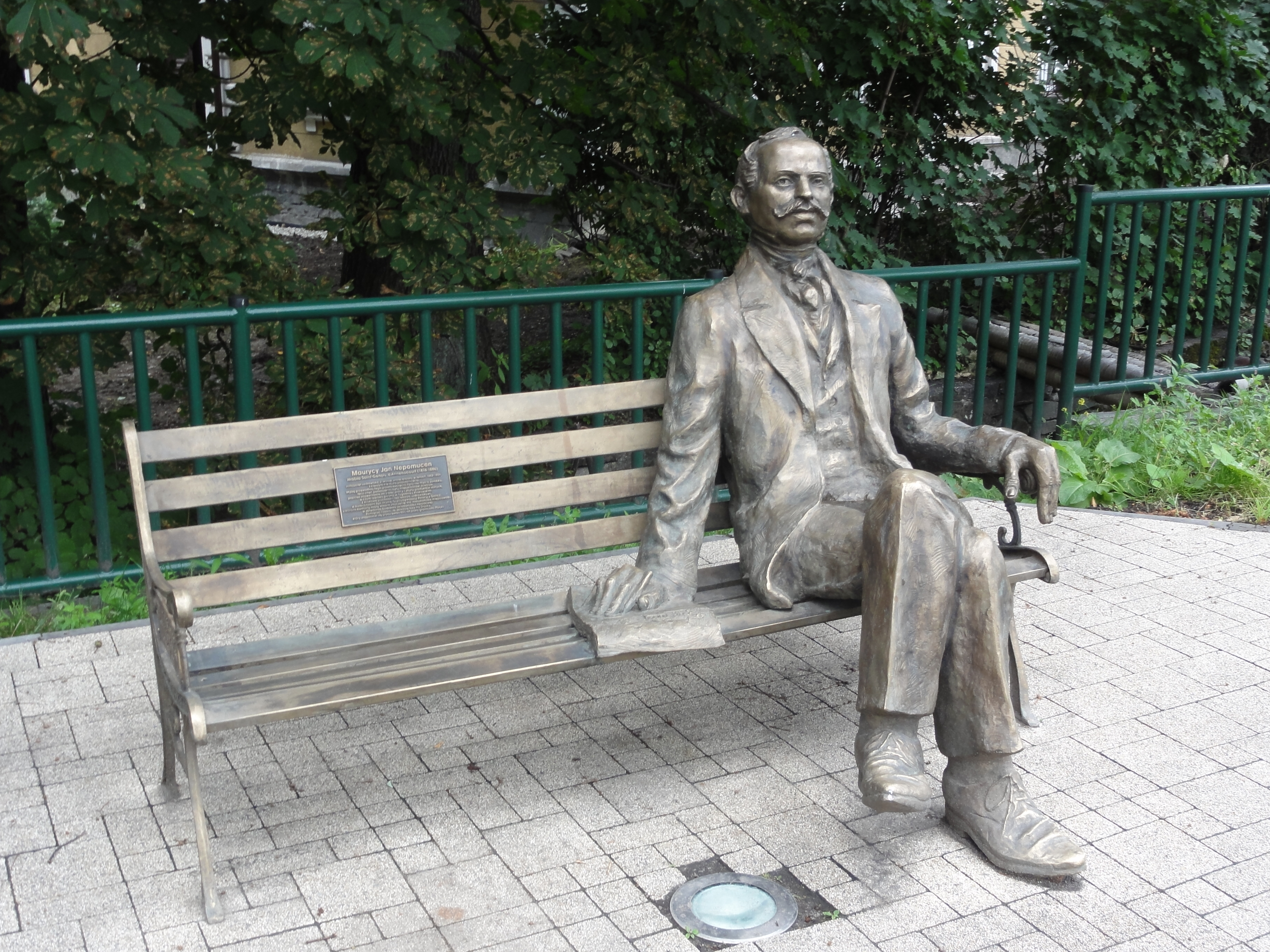
Pomník Mořice Jana Nepomuckého v Javoří

Syn Mořic Vincent Jan Nepomucký Ferdinand II. říšský hrabě a XI. baron Saint-Genois d'Anneaucourt (22. březen 1816–1886) převzal správu rozsáhlého majetku po svém otci a tento majetek spravoval pro svého syna Filipa Ernesta. Hrabě Mořic (zvaný též Moritz) byl absolvent gymnázia v Těšíně, poté absolvoval studium na c. k. Univerzitě ve Vídni, kde ukončil právnickou fakultu. V roce 1838 nastoupil do státní služby v Dolním Rakousku, kde plnil funkci guberniálního tajemníka. V roce 1838 se stal čestným rytířem Suverénního Maltézského řádu a v 1843 byl jmenován c. k. komořím. V roce 1845 vystoupil ze státní služby, plně se pak věnoval správě otcova panství a také společenským aktivitám jako čestný rytíř Maltézského řádu pro mládež. V roce 1869 zřídil velký pivovar v Dolanech. Na panství Javoří založil lázně, které byly v roce 1877 zapsány na seznam prestižních lázní v Rakousko-Uhersku, a to v tzv. Knihovně lázní. V roce 1878 prodal komplex moravských statků (Čelechovice, Ptení, Dolany, Kožušany, Tejniček, Vrbatki, Klášterní Hradiště, Žerotín) knížeti Lichtenštejnska, který je začlenil do dominia Šternberk. Také Makov s několika obcemi, který koupil arcivévoda Albrecht Fridrich Rakousko-Těšínský, majitel panství Živjec (Żywiec, Polsko). Tyto transakce byly prvním projevem pomalého úpadku rodu. V roce 1881 pak prodal i Paskov, který od něj koupil jeho zeť Günther Stolberg–Stolberg (1845–1895), zde pak jeho potomci a jeho ženy Anny rozené Saint-Genois (1850–1926) bydleli až do roku 1945.
Hrabě Mořic byl dvakrát ženatý. První manželkou byla hraběnka Luiza Wallis (1821–1843), dcera hraběte Maxmiliána Wallis z Karighmainu, c. k. komořího, vyznamenaného za zásluhy stříbrným křížem, pána několika statků v Česku a na Moravě, a jeho manželky Marie hraběnky von Hojos, dámy Hvězdového kříže a dvorní dámy Jejího veličenstva císařovny. Sňatek byl 20. dubna 1842. Z tohoto manželství se narodil jediný potomek – syn Filip Ernest (1843–1916), matka zemřela ve Vídni na horečku omladnic, byla pochována v Javoří.
V roce 1846 se opět oženil s Gabrielou Eleonorou Josefou hraběnkou Stolberg–Stolberg (1827–1904), dcerou polního maršálka Christiana Ernesta hraběte Stolberga. Gabriela byla vnučkou slavného německého básníka Friedricha Leopolda hraběte Stolberg–Stolberg, velkého přítele J. W. Goetheho. V tomto manželství se narodilo sedm dětí: Marie Gabriela (1847–1848), Luiza (1849–1851), Anna (1850–1926), Ernest Mořic (1852–1873), Františka Zofie (1854–1929), Hugo Mořic (1858–1891) a Eliza Gabriela (1862–1892).
Jeho prvorozený syn Filip Ernest III. říšský hrabě a XII. baron Saint-Genois d’Anneaucourt (1843 – 26. června 1916) po absolvování vysoké školy a získání absolutorium v gymnáziu v Těšíně dva roky studoval právo a jeho historii na Vídeňské univerzitě. V roce 1862 se v Terstu přihlásil jako dobrovolník k vojenskému námořnictvu, kde jako „prozatímní kadet“ sloužil na brize „Huszar“. Po šestiměsíčním kurzu byl jmenován jako „efektivní námořnický kadet“ a po vojenském výcviku byl přijat na fregatu „Donau“. V roce 1863 byl převelen do osmého pluku hulánů arcivévody Ferdinanda d'Este. V roce 1863 byl v Neuhäuselu u Krems nad Dunajem jmenován poručíkem. V roce 1866 se zúčastnil sedmitýdenní války s Prusy jako důstojník brigády ordonanc v 6. korpusu armády. Po této válce byl povýšen do stupně c. k. komořího. V roce 1867 zahájil diplomatickou kariéru, dostal roční dovolenou, byl převeden do zálohy a později poslán do výslužby ve druhém pluku hulánů Hohenmauth. V diplomatických službách působil jako atašé, později jako legační tajemník na různých zahraničních diplomatických misích. V roce 1879 se v Madridu oženil s Julií de Moros y Luna–Ramirez de Arellano (1859–1896), dcerou španělského granda Eusebia de Moros y Ramirez de Arellano a Isabelly Benitoy Luna Rivafrechis. Z manželství se narodilo pět dětí: Ludvík Euzebius (1887–1961), Izabella (1899–1946), Mořic Eusebius Josef Pavel Leon (1890–1958), Luiza Julie Roza Anna Wilhelmina (1892–1960), Marie del Pilar Julie Roza Cecilie Wilhelmina (1893–1980). Po svatbě vystoupil z diplomatické služby a dostal od španělského krále nejvyšší vyznamenání – Řád de Carlos Tercero a Komandérský kříž řádu Isabely Katolické.
Z hlediska správy svého majetku v Javoří se po smrti svého otce spoléhal především na své správce – Edvarda Kwisdy (†1895) a Karola Fornera (†1905). Po jejich smrti se rozhodl majetek prodat rodu Larischů, který byl v dřívější generaci spřízněn s rodem Saint-Genois. Transakce se uskutečnila 25. července 1906, kdy hrabě Jindřich Larisch-Mönnich II. koupil Javoří za 1.150.000 rakouských korun. Rodina se přestěhovala do Vídně.
V roce 1880 daroval obci Javoří pozemky pro evangelický hřbitov, v 1886 se podílel na rozšíření katolické školy v Dolním Javoří, v 1902 se zasloužil o výstavbu školy v osadě u Javoří (Nałęże, Polsko). Do 1906 roku byl patronem katolického kostela, který nechal postavit v roce 1804 jeho praděda Arnold baron Saint-Genois.
Nejstarší syn Julius Alfons IV. říšský hrabě XIII. baron Saint-Genois d'Anneaucourt (1887–1961), jenž měl po otcovi zdědit Javoří, byl poslední mužský potomek rodu (ultumus familiae). V letech 1906–1914 pracoval jako úředník: v roce 1908 na panství Tribuswinkel u Badenu v rodině barona von Doblhoff, v roce 1913 jako bankovní úředník v Bílsku (Bielsko-Biala, Polsko) v pobočce „Wiener Bank–Verein“ (dnes Bank Austria Creditanstalt, a. s.). Před první světovou válkou patřil Julius k vrstvě tzv. zchudlé šlechty, což pak bylo všedním jevem v poválečném Rakousku.
V roce 1915 absolvoval výcvik v škole rezervních důstojníků při c. k. dělostřeleckým pluku v přístavu Pula, od ledna 1916 sloužil v 3. rezervním oddílu jako podporučík. Během války získal řadu rakouských válečných vyznamenaní. Po skončení války se vrátil do Vídně, kde dále pracoval jako bankovní úředník. Stal se tak tzv. pauperizovaným rakouským aristokratem, jedním z těch aristokratů, kteří se po ztrátě majetku rozhodli bydlet ve Vídni.
Byl třikrát ženat. V roce 1919 s Matyldou Thilde von Hölder (*1897), manželství se rozpadlo v roce 1924. Podruhé se oženil v roce 1932 v Lublani s Marií Alžbětou Marikou hraběnkou Dessewffy von Csernek und Tarkö (1888–1962). V roce 1951 v Budapešti uzavřel třetí manželství s Gizellou–Valerií Balazs (*1906).
Julius Alfons IV. říšský hrabě XIII. baron Saint Genois d'Anneaucourt byl pohřben 21. srpna 1961 v rodinné hrobce na hřbitově sv. Heleny v Badenu u Vídně. Na náhrobku se nachází nápis (s chybným datem smrti): „JULIUS / LETZTER GRAF Saint-Genois / REICHSFRH. V. ANNEAUCOURT / 1887–1962“ („Julius poslední říšský hrabě Saint-Genois baron v. Anneaucourt 1887–1962“).

### Spřízněnost se šlechtickými rody
Rod Saint-Genois je spřízněn se šlechtickými rody: Celestové z Celestinu, Lašovští z Lašovic, Loganové ze Staré Vsi, Trachové z Březí a na Zámrsku, Pröcklové z Proksdorfu (Preklové z Proksdorffu) a Dworzakové z Boru (Dvořakové z Boru).

## Rodový erb
Rodový erb se může vyskytovat ve trojím provedení:

### Základní
V červeném štítu je modrý ondřejský kříž. Uprostřed kříže a na každém jeho rameni je stříbrná růže.

### Baronský
V červeném štítu je modrý ondřejský kříž. Uprostřed kříže a na každém jeho rameni je stříbrná růže. Nad křížem je štítek s původním rodovým erbem. Štítek je dvakrát modro–zlatě dělený. V každém poli štítku jsou tři koule obrácených barev.
V klenotu je červené a modré křídlo, mezi nimi je narcis, kde stonek a listy jsou zelené, květ je zlatý.

### Hraběcí
V červeném štítu je modrý, stříbrně lemovaný, ondřejský kříž. Uprostřed kříže a na každém jeho rameni je stříbrná růže. Nad křížem je dvakrát modro–zlatě dělený štítek se třemi koulemi obrácených barev v každém poli.
Na štítu je postavena hraběcí koruna s devíti perlami. Na koruně je přilba s klenotem otevřených křídel, pravé je modré a levé červené. Mezi křídly je zelený stonek se čtyřmi listy, z jehož každé strany vyrůstá po jednom stříbrném květu se zlatým středem. Nad květy ze stonku vyrůstají dvě stříbrná poupata.
Přikryvadla jsou podle literatury modro–stříbrná. Někdy na dobových vyobrazeních erb z přilby splývá znakový plášť, který je pod štítem a štítonoši jsou zlatí lvi, kteří držící čtvercové korouhve se štítovým znamením.

## Majetek – slezská větev

### Vsi a statky
Před rokem 1648: Dobratice, Domaslavice, Suchou, Třinec, Žukov
Po roce 1650: Bažanovice, Roztropice, Blahotice, Ropice
1792: Javoří
1809: Paskov
1824: Tejničky, Tovéř
1825: Pteni, Čelechovice na Hané a Dolany
1829: Šenov a Velké Kunčice u Ostravy, s Racimovem, Řepištěmi, Radvanicemi a Rakovcem, Malkov Podhalanský (Vadovice, Polsko)
1836: Kožušany, Vrbatky, Žerotin a panství Klášter Hradisko u Olomouce

### Hutě
1829: Pronájem hutnické dílny od hraběcí rodiny Wielopolských v Beskydské Suché (Sucha Beskidzka, Polsko).
1844: Výstavba hamru a železárny v Makově (Maków Podhalański, Polsko) a pobočky v Závoji (Zawój, Polsko). Závod měl 2 velké pece, 2 zkujňovací pece s dvěma kladivy a válcovnu.

### Pivovar
1869: pivovar v Dolanech

### Cukrovar
1838: Paskov
1839: Čelechovice na Hané

### Lázně
1862: Založeny lázně se souhlasem Slezského zemského sněmu v Opavě. V obci Javoří se nachází silně mineralizované jodobromové solanky. Komplex lázní se skládal z: lázeňského domu, restaurace, fontány a místa pro pití léčivé vody, romantického parku s lavičkami a altánky, poštovního a telegrafického úřadu s přívozem a odvozem zásilek dvakrát za den, veřejně přístupné lékárny. Bylo zde také plynové pouliční osvětlení. Bylo koupeno 100 kusů speciální rasy ovcí, chovaných pro žinčici (tedy syrovátku) nutnou k léčbě. Řada lékařů, sester a pomocného personálu.

### Vily a městské domy
1831: Městský palác v Těšíně, které zakoupil Filip Ludvík baron Saint-Genois (1790–1857) od dědiců hraběte Jana Larisch-Mönnich. Dnes sídlo Muzea Těšínského Slezska v Těšíně (Muzeum Śląska Cieszyńskiego, Cieszynie). Přestavbu připravoval vídeňský architekt Josef Kornhäusel. V navržené přestavbě z roku 1840 se novém křídle v patře se nacházely reprezentativní salóny s tzv. „Římským sálem“, a v přízemí palácová stáj pro 16 koní, a rotundou na jednom sloupu.
1851: Baden u Vidně

### Hrobky, náhrobní kaple
Náhrobní kaple se nachází v Ropici, zde je společná pro rod Saint-Genois a Celestů.
Rodinné hroby členů rodu Saint-Genois je v Javoří, na katolickém hřbitově, v západní části, tzv. Hraběcí hřbitov, nebo také Hraběcí čtvrť (polsky - Kwartał hrabiowski). Zde mimo členů hraběcí rodiny bylo pohřbeno několik členů spřízněných šlechtických rodů a také lidí, kteří rodu sloužili.
Poslední členové rodu byli pohřbeni na hřbitově sv. Heleny v Badenu u Vídně.

## Sběratelství, umění, mecenášství a dobročinnost

### Sběratelství
Filip Ludvík baron Saint-Genois (1790–1857) zakoupil numismatickou sbírku od haličského aristokrata Leona Mikockého, kterou dále rozšiřoval. Sbírka byla až do roku 1913 uložena v truhlách s dokumenty hrabat Saint-Genois, které se nacházely na půdě bývalé lázeňské vily „Georgsvilla“ v Javoří.

### Umění
Mořic Vincent Jan Nepomucký Ferdinand II. hrabě a XI. baron Říšský Saint-Genois d'Anneaucourt (1816–1886) a jeho žena Gabriela Eleonora Josefa hraběnka Stolberg-Stolberg (1827–1904) byli talentovaní malíři. Hrabě byl žákem malíře Jakoba von Alta. Část dochovaných obrazů vlastní sbírka Rollettmuseum, zakladatel muzea byl doktor Anton Rollett, jejich blízký osobní přítel. Hrabě Před svou smrtí prodal značnou část sbírky a výtěžek věnoval na humanitární účely.
Hraběnka Gabriela Stolberg-Stolberg za svého pobytu v Badenu namalovala čtyřicet portrétů místodržitelů Krajské vlády Dolního Rakouska od 16. století do 19. století. Portréty byly v životní velikosti ukázané do kolen. Práce trvaly od roku 1865 do roku 1892. Při tvorbě asistoval slavný malíř August César (1837–1907), který byl učitelem jejích tří dcer.
Julius Alfons IV. Saint Genois d'Anneaucourt (1887–1961) je zachycen na portrétu jenž se aktuálně nachází ve sbírce Centre Georges Pompidou Museé National d'Arte Moderne v Paříži. Tento portrét namaloval Christian Schad (1894–1982), zástupce tzv. Nové věcnosti (Neue Sachlichkeit), Na portrétu je znázorněn skvěle oblečený hrabě Julius na pozadí pařížského Montmartru, spolu s baronkou Glaser, a také v té době populárním transvestitou, známým díky svým představením v největším kabaretu Eldorado v Berlíně. „Portrét hraběte Saint-Genois d'Anneaucourt“ se považuje za ikonu německého malířství 20. let 20. století.
Mauricette Saint Genois d'Anneaucourt (1889–1978) dcera Huga Mořice (1858–1891), která byla jedináček, zdědila po matce Eleonoře Wachtler velký majetek ve Štýrsku. Učila se a bydlela ve Vídni, kde ji znali a cenili v literárních kruzích. Jako dlouholetý člen „Společnosti spisovatelek a umělkyň“ a básnířka hromadila dokumenty a památky rodu Saint-Genois, včetně cenných obrazů.

### Mecenášství a dobročinnost
Filip Ludvík baron Saint-Genois (1790–1857) podporoval chudé lidi ze svých statků ve Slezsku, na Moravě i v Haliči. také podporoval Ústav pro vdovy a sirotky ve Vídni. Angažoval se v rozvoji školství ve Slezsku, v roce 1829 podpořil výstavbu školy. Dále pak katolické fary a kaple sv. Jana Nepomuckého v Javoří (Jaworze Nałęż, Polsko), financoval zvon pro evangelický kostel a stavbu věže na tomto kostele.